# Andrzej Paluch (socjolog)
Andrzej Kazimierz Paluch (ur. 19 lutego 1944 w Krakowie, zm. 7 listopada 2006 tamże) – socjolog i antropolog społeczny, pracownik naukowy Uniwersytetu Jagiellońskiego, w latach 1988–1991 Dyrektor Instytutu Socjologii UJ, a od 1991 do 1994 prodziekan Wydziału Filozoficzno-Historycznego UJ.

## Życiorys
Był badaczem filozofii kultury, judaików, historii cywilizacji europejskiej i kultury Dalekiego Wschodu.
Studiował etnografię na UJ w latach 1963–1968 (praca magisterska Rozwój miast i urbanizacja w Afryce Zachodniej), w 1972 obronił tam przygotowaną pod kierunkiem Andrzeja Waligórskiego pracę doktorską pt. Przemiany społeczne i kulturowe w Afryce współczesnej, a w 1977 uzyskał habilitację.
Profesor Andrzej Paluch przyczynił się do zinstytucjonalizowania działalności naukowej na polu antropologii społecznej m.in. przez powołanie do życia Zakładu Antropologii Społecznej na UJ. Przez lata była to jedyna instytucja o tej nazwie za żelazną kurtyną. Andrzej Paluch był jego kierownikiem w latach 1980–1998. Pełnił też funkcję dyrektora Instytutu Socjologii UJ.
Dzięki staraniom Andrzeja Palucha w roku 1980 została zapoczątkowana edycja dzieł zebranych Bronisława Malinowskiego, która zakończyła się w roku 2004 wydaniem tomu XIII.
Został pochowany na Cmentarzu wojskowym przy ul. Prandoty w Krakowie (kw. LXXXVIII-11-1).

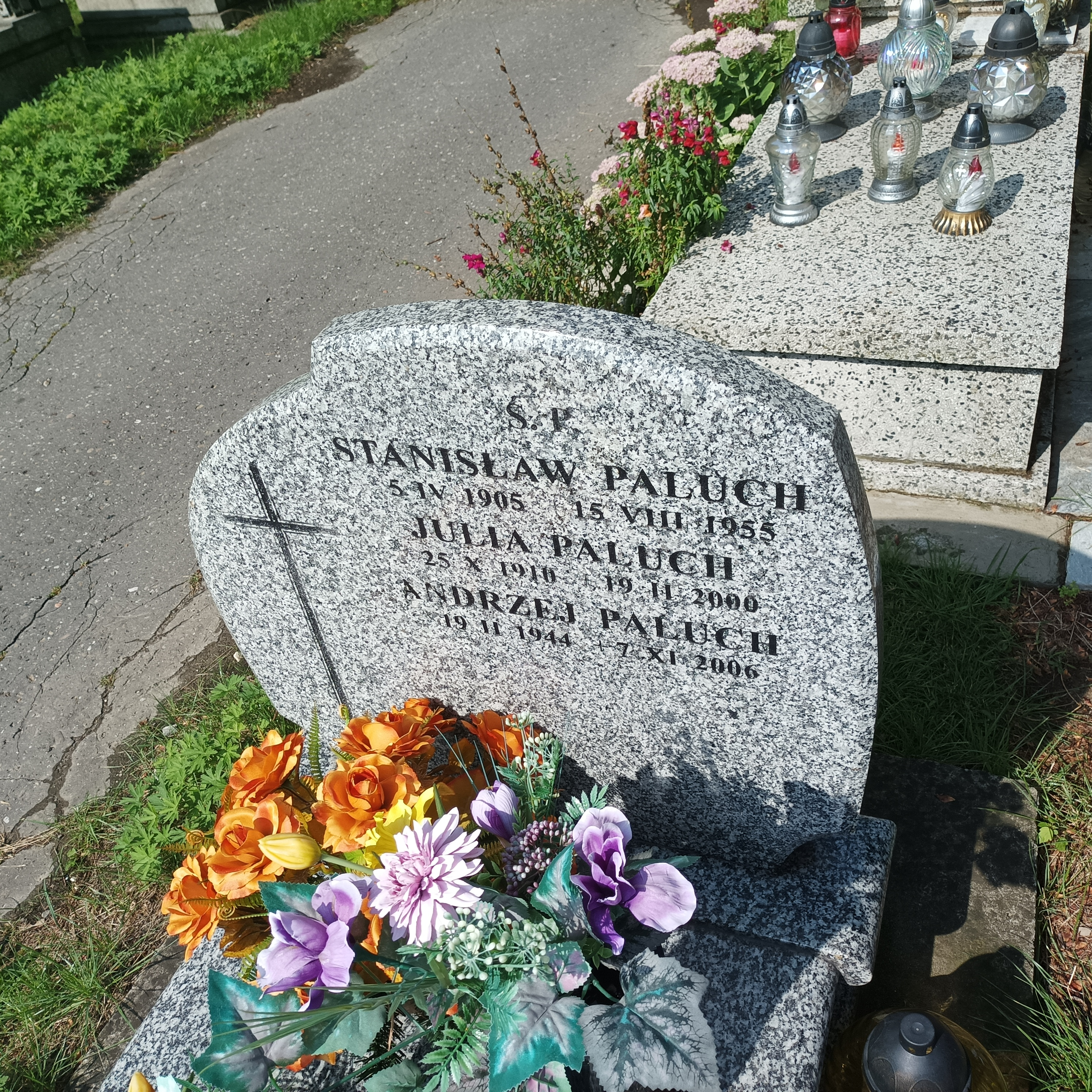
Grób prof. Andrzeja Palucha na cmentarzu wojskowym przy ul. Prandoty w Krakowie

## Wybrane publikacje
- Malinowski. Warszawa 1981, Wydawnictwo Wiedza Powszechna, s. 277, seria Myśli i Ludzie
- Mistrzowie antropologii społecznej. Rzecz o rozwoju teorii antropologicznej. Warszawa 1990, PWN, ISBN 83-01-09693-4